# راونج (افغانستان)
راونج (به لاتین: Ravenj) یک منطقهٔ مسکونی در افغانستان است که در ولایت بدخشان واقع شده‌است.